# Ichocán
Ichocán es una localidad peruana ubicada en la región Cajamarca, provincia de San Marcos, distrito de Ichocán. Es asimismo capital del distrito de Ichocán. Se encuentra a una altitud de 2602 m s. n. m.  Tiene una población de 653 habitantes en 1993. Aquí creció Yma Sumac.
La villa de Ichocán fue declarado monumento histórico del Perú el 26 de junio de 1986 mediante el RM N° 303-87-ED.

## Clima
| Parámetros climáticos promedio de Ichocán | Parámetros climáticos promedio de Ichocán | Parámetros climáticos promedio de Ichocán | Parámetros climáticos promedio de Ichocán | Parámetros climáticos promedio de Ichocán | Parámetros climáticos promedio de Ichocán | Parámetros climáticos promedio de Ichocán | Parámetros climáticos promedio de Ichocán | Parámetros climáticos promedio de Ichocán | Parámetros climáticos promedio de Ichocán | Parámetros climáticos promedio de Ichocán | Parámetros climáticos promedio de Ichocán | Parámetros climáticos promedio de Ichocán | Parámetros climáticos promedio de Ichocán |
| Mes                                       | Ene.                                      | Feb.                                      | Mar.                                      | Abr.                                      | May.                                      | Jun.                                      | Jul.                                      | Ago.                                      | Sep.                                      | Oct.                                      | Nov.                                      | Dic.                                      | Anual                                     |
| ----------------------------------------- | ----------------------------------------- | ----------------------------------------- | ----------------------------------------- | ----------------------------------------- | ----------------------------------------- | ----------------------------------------- | ----------------------------------------- | ----------------------------------------- | ----------------------------------------- | ----------------------------------------- | ----------------------------------------- | ----------------------------------------- | ----------------------------------------- |
| Fuente: Accuweather                       |                                           |                                           |                                           |                                           |                                           |                                           |                                           |                                           |                                           |                                           |                                           |                                           |                                           |